# З життя олівців
«З життя олівців» (рос. Из жизни карандашей) — радянський ляльковий фільм 1988 року Творчого об'єднання художньої мультиплікації студії Київнаукфільм, режисер — Валентина Костилєва.

## Сюжет
Дві історії про те, як олівці розфарбовували і прикрашали світ.

## Над фільмом працювали
- Автори сценарію: Ірина Марголіна, Едуард Кірич;
- Кінорежисер: Валентина Костилєва;
- Художник-постановник: Наталія Горбунова;
- Композитор: Олег Ківа;
- Кінооператор: Олександр Костюченко;
- Звукооператор: Михайло Петренко;
- Мультиплікатори: Жан Таран, Анатолій Трифонов, Елеонора Лисицька;
- Ляльки та декорації виготовили: Анатолій Радченко, Вадим Гахун, В. Яковенко;
- Асистенти: Г. Свєчніков, Олександр Ніколаєнко, В. Сабліков;
- Монтаж: О. Деряжна;
- Редактор: Світлана Куценко;
- Директори знімальної групи: Н. Литвиненко, М. Гладкова.